# Нерюнгринський улус
Нерюнгринський улус (якут. Нүөрүҥгүрү улууhа, рос. Нерюнгринский муниципальный район) — муніципальний район на півдні Республіки Саха (Якутія). Адміністративний центр — м. Нерюнгрі. Утворений у 1976 році.
Район не має коду в ЗКАТО.

## Населення
Населення району становить 80 283 осіб (2013).

## Адміністративний поділ
Район адміністративно поділяється на 7 муніципальних утворень: 6-ть міських та 1-е сільське, які об'єднують 9-ть населених пунктів: 7-м міських та 2-а сільських:
- міське поселення — Місто Нерюнгрі (місто Нерюнгрі),
- міське поселення — Селище Беркакит (селище Беркакіт),
- міське поселення — Селище Золотинка (селище Золотинка, селище Нагорний),
- міське поселення — Селище Срібний Бор (селище Срібний Бор),
- міське поселення — Селище Хані (селище Хані),
- міське поселення — Селище Чульман (селище Чульман, село Великий Хатимі),
- сільське поселення — Село Ієнгра (село Ієнгра).